# Montes Grampianos
Los montes Grampianos (del gaélico escocés: Am Monadh) es una de las tres principales cadenas montañosas de Escocia (Reino Unido), que se encuentra en la zona central de la región. 
Desde sus alturas se dominan las mesetas formadas por gneis y granito existentes más al sur, entre el cimbo de Glenmore y la depresión central que une el fiordo de Forth (Firth of Forth) con el de Clyde (Firth of Clyde). La región pertenece a las llamadas Highlands o Tierras Altas de Escocia, aunque marca el límite con las Lowlands o Tierras Bajas. Se extienden desde Argyll y Dumbarton hasta las zonas costeras de Aberdeen y Banff.
Sus mayores alturas son el Ben Nevis, de 1343 m (la montaña más alta del Reino Unido), el Ben Macdhui, de 1309 m (la segunda montaña más alta del Reino Unido), el Ben Lomond y el Cairn Gorm. Ninguno de ellos se halla cubierto de manera permanente por nieves, y poseen  praderas de pastos. La zona del sur de los montes Grampianos tiene colinas más suaves, más utilizadas por tanto para la ganadería, mientras que la zona norte es más agreste y escarpada.
De entre los ríos que, nacidos en los montes Grampianos, corren hacia el norte cabe destacar el Findhorn, el Don, el Spey (el segundo más largo de Escocia) o el Dee. De los que discurren hacia el sur destacan el South Esk, el Tay o el Forth.

## Etimología

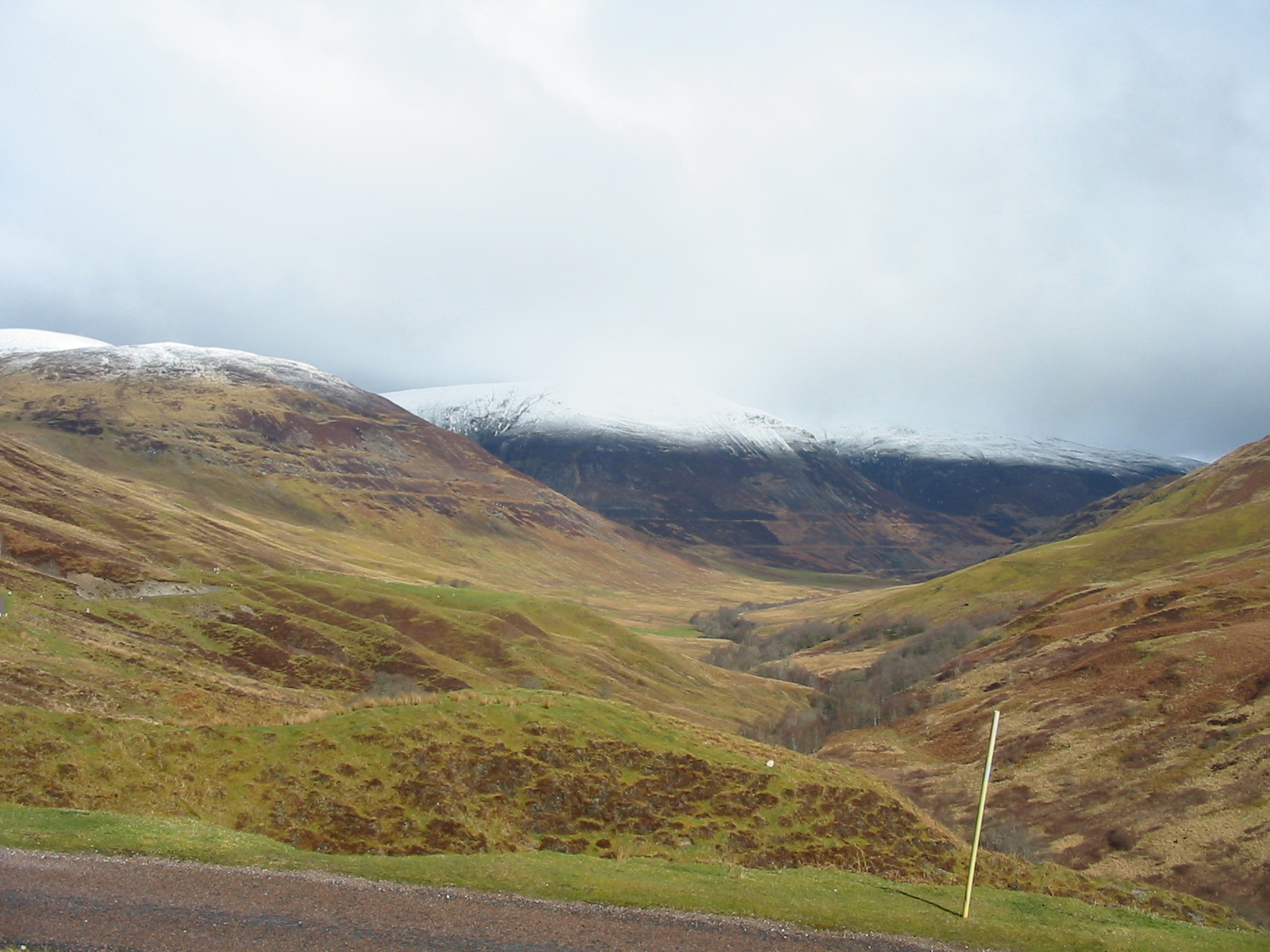
Los montes Grampianos en las cercanías del Ben Nevis en invierno.

Se suele afirmar que el origen lejano del nombre Grampian se encuentra en la batalla del monte Graupius, que tuvo lugar en el siglo I, durante la que el caudillo picto Calgaco y sus tropas fueron derrotados por un ejército romano al mando de Cneo Julio Agrícola, según relata el historiador romano Tácito. Dicha etimología viene indicada en la obra Historia Gentis Scotorum (Historia de Escocia) del historiador erasmista escocés Hector Boece, escrita en 1527, y debe ser acogida con cierta cautela, habiendo recibido críticas de varios etimologistas e historiadores.
Según dicha teoría, la denominación habría sobrevivido durante dos mil años casi inmutable a pesar de que se reconoce que el lugar exacto de la batalla en cuestión no ha sido jamás localizado ni con precisión ni tan solo por aproximación. Tampoco se indica cuál sería la etimología del mons Graupius citado por la historiografía romana.
En contra de la identificación del nombre de la batalla y del nombre actual del topónimo, se indica en primer lugar el hecho de que Graupius no posee correspondencia en ninguna de las lenguas celtas conocidas. Por lo demás, puesto que la única fuente que menciona la batalla es Tácito, yerno y biógrafo de Cneo Julio Agrícola, el vencedor de la misma, y que la obra de Tácito pretende glorificar a su suegro, parte de la historiografía moderna niega no solo la importancia histórica de la batalla, sino incluso que la propia batalla haya tenido lugar, al menos en una zona tan al norte de Escocia. Igualmente, resulta extraño que, tras una victoria tan contundente, el Ejército romano abandonase la región sin más combates.
También puede objetarse que Boece lo único que pretende con la identificación es ensalzar la Historia de Escocia, en una época en la que la concepción de la Historia como un relato fiel de lo sucedido no era lo prioritario para muchos de los historiadores, que únicamente buscaban ensalzar las glorias de su patria. A este respecto, hay que recordar que Boece escribe en un período marcado por las constantes luchas de Escocia para no ser absorbida por Inglaterra, las Guerras de independencia de Escocia.

## Historia
Durante la Edad Media, los montes Grampianos eran conocidos como the Mounts, denominación todavía en uso entre parte de los estudiosos de la Geografía. Hasta hoy mismo, pues, se sigue utilizando ese nombre genérico en inglés, junto con diversas denominaciones menores, tanto en inglés como en gaélico escocés.
Existe una conocida ruta histórica que, atravesando los montes Grampianos, conecta la localidad de Aberdeen con la costa sur. Dicha ruta es conocida como Causey Mounth, y consiste en una antigua carretera construida en alguna de sus partes con cantería de piedra y elevada respecto del terreno por el que discurre, con la finalidad de evitar inundaciones en la misma, al discurrir a través de pantanos y marismas, siendo la más conocida de dichas zonas pantanosas la reserva natural de Portlethen Moss. El Causey Mounth tuvo importancia destacada durante el movimiento de los Covenanters o durante la llamada Guerra de los Obispos, debido a que la carretera era la única ruta practicable desde el castillo de Dunnotar o el castillo de Muchalls hacia el puente de Dee.

## Geología
Estas montañas están compuestas por granito, gneiss, mármol y cuarcita.
El aspecto actual de los montes Grampianos se debe en gran parte a las glaciaciones del período cuaternario.